# Liu Guitang
Liu Guitang, ou Liu Kuei-tang (刘桂堂, 1892–1943) est un soldat et bandit chinois qui participa à la tentative de conquête japonaise de la province du Cháhāěr en 1933. Il est connu pour avoir changé de camp plusieurs fois avant de retourner au banditisme. Plus tard, durant la seconde guerre sino-japonaise, il commande des troupes pro-japonaises du gouvernement de Nankin.

## Biographie
L'ancien berger Liu Guitang devient officiellement bandit en 1915 à l'âge de 23 ans dans les montagnes du Sud du Shandong. Se retrouvant finalement à la tête d'une grande troupe de bandits qui se fit absorber par l'armée chinoise (un moyen de recrutement courant à l'époque). Liu et ses hommes reçoivent des nouvelles armes et équipement avant de déserter. Ils reviennent plus tard dans les rangs avant de déserter de nouveau. Réintégrés dans l'armée en 1931, ils sont envoyés par le général Han Fuju aider la garnison au Nord du Shandong. Après une autre désertion, ils sont envoyés par Zhang Xueliang à la garnison du Jehol combattre les Japonais et les troupes du Mandchoukouo début 1933. Le général Liu et ses hommes rejoignent finalement les rangs japonais et Liu devient commandant dans l'armée impériale du Mandchoukouo.
Liu Guitang, maintenant sous les ordres des Japonais, est envoyé dans le Sud-Est du Cháhāěr, dans la région de Dolon Nor (en), avec l'ordre d'y gêner les Chinois. Liu mène ensuite sa troupe de 3 000 hommes dans l'est du Changpei. Rapportée à l'époque comme une opération japonaise, elle est en fait effectuée seulement sur la volonté de Liu sans l'approbation du Japon. 
Fin juin, une force de deux corps de l'armée anti-japonaise populaire du Cháhāěr de Ji Hongchang avance vers Dolon Nor au Nord-Est. Son corps du Sud mené par Fang Zhenwu avance sur Guyuan, tenu par Liu Guitang et son armée pro-japonaise, que Feng persuade de négocier pour changer de camp en échange de la reddition de Guyuan et d'autres villes du plateau de Bashang. Liu garde le commandement de sa force maintenant appelée la 6e armée de route. 
Lorsque Tchang Kaï-chek commence à s'opposer et à subvertir les armées de volontaires anti-japonaises, il donne l'ordre à Song Zheyuan de les supprimer ou de les disperser. Les armées anti-japonaises sont considérablement réduites par les actions de Song. Fang Zhenwu, leur nouveau commandant-en-chef, ordonne aux armées de partir vers l'est à Dushikou. Le 10 septembre, Liu rencontre Fang Zhenwu, Tang Yulin et Ji Hongchang à Yunzhou au nord de Chicheng. Ils décident ensemble de réorganiser les armées anti-japonaises, avec Fang Zhenwu pour commandant-en-chef, Tang Yulin pour commandant-en-chef adjoint, Guitang pour commandant droit des armées de route, et Ji Hongchang pour commandant gauche des armées de route, et la décision est prise d'abandonner Dushikou pour avancer au Sud et attaquer Pékin. 
Après la rencontre de septembre, Liu Guitang change de camp et rejoint les Japonais. Il reçoit le titre de « Commandant de la suppression des bandits de l'Est du Cháhāěr », et est nommé à la tête de trois régiments basés à Chicheng, Dushikou et Yunzhou. Les forces de Liu bloquent les troupes de Tang qui suivent le reste des armées anti-japonaises en route vers le sud, laissant Fang Zhenwu et Ji Hongchang continuer seuls vers Pékin où ils sont défaits en octobre.
Pendant les mois suivants, Liu et ses hommes deviennent très mécontents de leurs nouveaux employeurs. Ses forces affrontent la milice locale lorsqu'elles essayent de collecter plus de taxes que la loi ne leur permet. Liu tente d'obtenir son transfert vers une région plus prospère où il n'aurait aucun problème à nourrir ses hommes. Lorsque Sung Che-yuan refuse cette demande, Liu et ses hommes se révoltent le 25 décembre 1933 et pillent deux villes. Sous la pression des forces de Tang Yulin, les hommes de Liu chargent leur butin sur des centaines de chameaux et d'ânes volés, et se déplacent vers le sud dans la nouvelle zone démilitarisée au nord du Hopei par la trêve de Tanggu. Liu fait demi-tour et prend un autre chemin pour éviter les armées japonaises et chinoises, car aucune d'elles ne voudrait plus l'employer. Le 1er janvier 1934, les hommes de Liu attaquent une ville située près de Pékin. Les troupes du général Han Fuju sont envoyées pour les combattre et les défont. Liu échappe à la capture et se réfugie dans la concession japonaise de Tianjin où il est dit qu'il offre de nouveau ses services aux Japonais.
Il semble que Liu soit plus tard retourné au Shandong dans les années 1930 et commande, durant la guerre sino-japonaise, une garnison pro-japonaise chargée de la défense de Juxian en soutien de l'attaque japonaise sur Linyi durant la bataille de Xuzhou. Il s'arrange pour devenir commandant d'une troupe de plus de 1 000 soldats du gouvernement de Nankin. Il aurait été tué au combat contre la guérilla communiste en novembre 1943.